# Nationalligaen 2015
La Nationalligaen 2015 è stata la 28ª edizione del campionato di football americano di primo livello, organizzato dalla DAFF.

## Squadre partecipanti
| Club                  | Città     | Stadio | Sponsor ufficiale | Risultato nella stagione 2014 |
| --------------------- | --------- | ------ | ----------------- | ----------------------------- |
| AaB 89ers             | Aalborg   |        |                   |                               |
| Aarhus Tigers         | Aarhus    |        |                   |                               |
| Amager Demons         | Tårnby    |        |                   |                               |
| Copenhagen Towers     | Gentofte  |        |                   |                               |
| Herlev Rebels         | Herlev    |        |                   |                               |
| Horsens Stallions     | Horsens   |        |                   |                               |
| Søllerød Gold Diggers | Rudersdal |        |                   |                               |
| Triangle Razorbacks   | Vejle     |        |                   |                               |

## Stagione regolare

### Calendario

#### 1ª giornata
| Aalborg 11 aprile 2015, ore 14:00 | AaB 89ers | 0 – 47 referto | Copenhagen Towers | Aab´s anlæg |

| Viby J 12 aprile 2015, ore 14:00 | Aarhus Tigers | 36 – 0 referto | Herlev Rebels | Bøgeskov Idrætsanlæg |

#### 2ª giornata
| Nærum 18 aprile 2015, ore 14:00 | Søllerød Gold Diggers | 48 – 0 referto | AaB 89ers | Rundforbi Stadion |

| Horsens 18 aprile 2015, ore 14:00 | Horsens Stallions | 16 – 17 referto | Herlev Rebels | Dagnæs Stadion |

#### 3ª giornata
| Vejle 25 aprile 2015, ore 14:00 | Triangle Razorbacks | 29 – 20 referto | Aarhus Tigers | Vejle Atletikstadion |

#### 4ª giornata
| Kastrup 1º maggio 2015, ore 14:00 | Amager Demons | 19 – 27 referto | Aarhus Tigers | Bag Amagerhallen |

| Herlev 2 maggio 2015, ore 14:00 | Herlev Rebels | 16 – 30 referto | Søllerød Gold Diggers | Kildegårdsskolen |

| Aalborg 3 maggio 2015, ore 14:00 | AaB 89ers | 0 – 52 referto | Triangle Razorbacks | Aab´s anlæg |

#### 5ª giornata
| Horsens 9 maggio 2015, ore 14:00 | Horsens Stallions | 6 – 9 referto | Amager Demons | Dagnæs Stadion |

#### 6ª giornata
| Nærum 14 maggio 2015, ore 14:00 | Søllerød Gold Diggers | 0 – 35 referto | Copenhagen Towers | Rundforbi Stadion |

| Vejle 16 maggio 2015, ore 14:00 | Triangle Razorbacks | 41 – 0 referto | Herlev Rebels | Vejle Atletikstadion |

| Horsens 17 maggio 2015, ore 14:00 | Horsens Stallions | 12 – 41 referto | Aarhus Tigers | Dagnæs Stadion |

#### 7ª giornata
| Herlev 23 maggio 2015, ore 14:00 | Herlev Rebels | 6 – 33 referto | Horsens Stallions | Kildegårdsskolen |

| Viby J 24 maggio 2015, ore 14:00 | Aarhus Tigers | 13 – 30 referto | Copenhagen Towers | Bøgeskov Idrætsanlæg |

| Nærum 25 maggio 2015, ore 14:00 | Søllerød Gold Diggers | 28 – 13 referto | Amager Demons | Rundforbi Stadion |

#### 8ª giornata
| Gentofte 30 maggio 2015, ore 14:00 | Copenhagen Towers | 2 – 21 referto | Triangle Razorbacks | Gentofte Sportspark |

| Viby J 30 maggio 2015, ore 14:00 | Aarhus Tigers | 39 – 0 referto | AaB 89ers | Bøgeskov Idrætsanlæg |

| Nærum 31 maggio 2015, ore 14:00 | Søllerød Gold Diggers | 37 – 20 referto | Herlev Rebels | Rundforbi Stadion |

#### 9ª giornata
| Gentofte 6 giugno 2015, ore 14:00 | Copenhagen Towers | 47 – 0 referto | Horsens Stallions | Gentofte Sportspark |

| Aalborg 6 giugno 2015, ore 14:00 | AaB 89ers | 2 – 13 referto | Amager Demons | Aab´s anlæg |

#### 10ª giornata
| Kastrup 14 giugno 2015, ore 14:00 | Amager Demons | 0 – 49 referto | Triangle Razorbacks | Bag Amagerhallen |

#### 11ª giornata
| Horsens 20 giugno 2015, ore 14:00 | Horsens Stallions | 6 – 54 referto | Søllerød Gold Diggers | Dagnæs Stadion |

| Herlev 20 giugno 2015, ore 14:00 | Herlev Rebels | 0 – 48 referto | Copenhagen Towers | Kildegårdsskolen |

| Kastrup 20 giugno 2015, ore 14:00 | Amager Demons | 13 – 3 referto | AaB 89ers | Bag Amagerhallen |

| Viby J 21 giugno 2015, ore 14:00 | Aarhus Tigers | 7 – 34 referto | Triangle Razorbacks | Bøgeskov Idrætsanlæg |

#### 12ª giornata
| Aalborg 27 giugno 2015, ore 14:00 | AaB 89ers | 30 – 6 referto | Horsens Stallions | Aab´s anlæg |

| Vejle 28 giugno 2015, ore 14:00 | Triangle Razorbacks | 40 – 2 referto | Amager Demons | Vejle Atletikstadion |

#### 13ª giornata
| Gentofte 9 agosto 2015, ore 14:00 | Copenhagen Towers | 59 – 0 referto | Amager Demons | Gentofte Sportspark |

#### 14ª giornata
| Aalborg 15 agosto 2015, ore 14:00 | AaB 89ers | 28 – 38 referto | Søllerød Gold Diggers | Aab´s anlæg |

| Vejle 16 agosto 2015, ore 14:00 | Triangle Razorbacks | 51 – 6 referto | Horsens Stallions | Vejle Atletikstadion |

#### 15ª giornata
| Gentofte 21 agosto 2015, ore 19:00 | Copenhagen Towers | 13 – 21 referto | Søllerød Gold Diggers | Gentofte Sportspark |

| Herlev 22 agosto 2015, ore 14:00 | Herlev Rebels | 14 – 13 referto | Aarhus Tigers | Kildegårdsskolen |

#### 16ª giornata
| Viby J 29 agosto 2015, ore 19:00 | Aarhus Tigers | 40 – 13 referto | Søllerød Gold Diggers | Bøgeskov Idrætsanlæg |

| Vejle 30 agosto 2015, ore 14:00 | Triangle Razorbacks | 46 – 5 referto | Copenhagen Towers | Vejle Atletikstadion |

#### 17ª giornata
| Herlev 5 settembre 2015, ore 14:00 | Herlev Rebels | 22 – 13 referto | AaB 89ers | Kildegårdsskolen |

| Kastrup 6 settembre 2015, ore 14:00 | Amager Demons | 23 – 13 referto | Horsens Stallions | Bag Amagerhallen |

#### 18ª giornata
| Nærum 12 settembre 2015, ore 13:00 | Søllerød Gold Diggers | 16 – 21 referto | Triangle Razorbacks | Rundforbi Stadion |

| Gentofte 12 settembre 2015, ore 16:00 | Copenhagen Towers | 10 – 16 referto | Aarhus Tigers | Gentofte Sportspark |

| Kastrup 13 settembre 2015, ore 14:00 | Amager Demons | 18 – 8 referto | Herlev Rebels | Bag Amagerhallen |

| Horsens 13 settembre 2015, ore 14:00 | Horsens Stallions | 15 – 13 referto | AaB 89ers | Dagnæs Stadion |

### Classifica
La classifica della regular season è la seguente:
- PCT = percentuale di vittorie, G = partite giocate, V = partite vinte,  P = partite perse, PF = punti fatti, PS = punti subiti

| Pos. | Squadra               | PCT   | G  | V  | N | P | PF  | PS  |
| ---- | --------------------- | ----- | -- | -- | - | - | --- | --- |
| 1    | Triangle Razorbacks   | 1.000 | 10 | 10 | 0 | 0 | 384 | 58  |
| 2    | Søllerød Gold Diggers | .700  | 10 | 7  | 0 | 3 | 285 | 192 |
| 3    | Copenhagen Towers     | .600  | 10 | 6  | 0 | 4 | 296 | 117 |
| 4    | Aarhus Tigers         | .600  | 10 | 6  | 0 | 4 | 252 | 161 |
| 5    | Amager Demons         | .500  | 10 | 5  | 0 | 5 | 110 | 235 |
| 6    | Herlev Rebels         | .300  | 10 | 3  | 0 | 7 | 103 | 285 |
| 7    | Horsens Stallions     | .200  | 10 | 2  | 0 | 8 | 113 | 291 |
| 8    | AaB 89ers             | .100  | 10 | 1  | 0 | 9 | 89  | 293 |

## Playoff e playout

### Tabellone
|  | Wild Card | Wild Card         | Wild Card             |                       |                     | Semifinali          | Semifinali          | Semifinali |  |  | XXVII Mermaid Bowl | XXVII Mermaid Bowl | XXVII Mermaid Bowl |  |
|  |           |                   |                       |                       |                     |                     |                     |            |  |  |                    |                    |                    |  |
|  |           |                   |                       |                       |                     | 1                   | Triangle Razorbacks | 16         |  |  |                    |                    |                    |  |
|  |           |                   |                       |                       |                     | 1                   | Triangle Razorbacks | 16         |  |  |                    |                    |                    |  |
|  |           |                   |                       | Aarhus Tigers         | 13                  |                     |                     |            |  |  |                    |                    |                    |  |
|  | 4         | Aarhus Tigers     | 57                    | Aarhus Tigers         | 13                  |                     |                     |            |  |  |                    |                    |                    |  |
|  | 4         | Aarhus Tigers     | 57                    |                       |                     |                     |                     |            |  |  |                    |                    |                    |  |
|  | 5         | Amager Demons     | 18                    |                       |                     |                     |                     |            |  |  |                    |                    |                    |  |
|  | 5         | Amager Demons     | 18                    |                       | Triangle Razorbacks | Triangle Razorbacks | 21                  |            |  |  |                    |                    |                    |  |
|  |           |                   |                       |                       |                     |                     |                     |            |  |  |                    |                    |                    |  |
|  |           |                   | Søllerød Gold Diggers | Søllerød Gold Diggers | 17                  |                     |                     |            |  |  |                    |                    |                    |  |
|  |           |                   |                       | Søllerød Gold Diggers | 17                  |                     |                     |            |  |  |                    |                    |                    |  |
|  |           |                   |                       |                       |                     |                     |                     |            |  |  |                    |                    |                    |  |
|  |           |                   |                       |                       |                     |                     |                     |            |  |  |                    |                    |                    |  |
|  |           | 2                 | Søllerød Gold Diggers | 3                     |                     |                     |                     |            |  |  |                    |                    |                    |  |
|  |           |                   |                       | 3                     |                     |                     |                     |            |  |  |                    |                    |                    |  |
|  |           |                   |                       | Copenhagen Towers     | 0                   |                     |                     |            |  |  |                    |                    |                    |  |
|  | 3         | Copenhagen Towers | 30                    | Copenhagen Towers     | 0                   |                     |                     |            |  |  |                    |                    |                    |  |
|  | 3         | Copenhagen Towers | 30                    |                       |                     |                     |                     |            |  |  |                    |                    |                    |  |
|  | 6         | Herlev Rebels     | 0                     |                       |                     |                     |                     |            |  |  |                    |                    |                    |  |

### Wild Card
| Gentofte 20 settembre 2015, ore 14:00 | Copenhagen Towers | 30 – 0 referto | Herlev Rebels | Gentofte Sportspark |

| Viby J 20 settembre 2015, ore 14:00 | Aarhus Tigers | 57 – 18 referto | Amager Demons | Bøgeskov Idrætsanlæg |

### Semifinali
| Nærum 26 settembre 2015, ore 14:00 | Søllerød Gold Diggers | 3 – 0 referto | Copenhagen Towers | Rundforbi Stadion |

| Vejle 26 settembre 2015, ore 19:00 | Triangle Razorbacks | 16 – 13 referto | Aarhus Tigers | Vejle Atletikstadion |

### Playout
| Aalborg 3 ottobre 2015, ore 14:00 | AaB 89ers | 26 – 6 referto | Copenhagen Tomahawks | Aab´s anlæg |

| Horsens 4 ottobre 2015, ore 14:00 | Horsens Stallions | 34 – 6 referto | Roskilde Kings | Dagnæs Stadion |

### XXVII Mermaid Bowl
| Viborg 10 ottobre 2015, ore 16:00 | Triangle Razorbacks | 21 – 17 referto | Søllerød Gold Diggers | Viborg Stadion |

## Verdetti
- Triangle Razorbacks Campioni della Danimarca 2015